# Rudolf Jahn

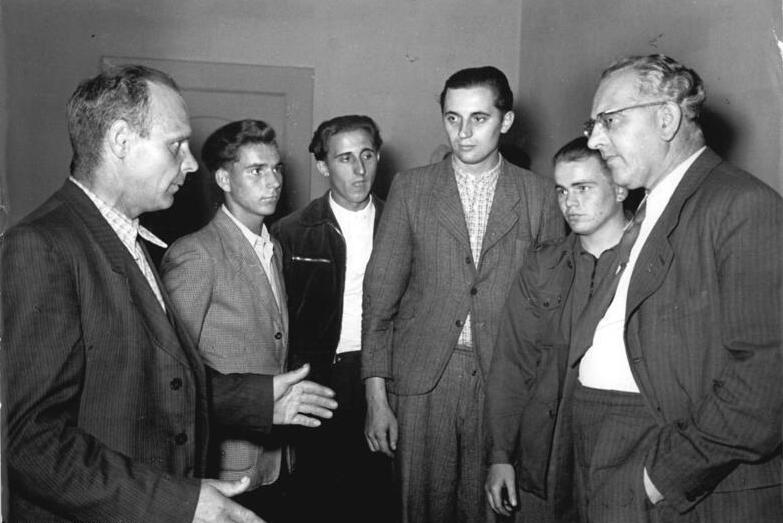
Rudolf Jahn (rechts) im Gespräch mit sächsischen Mähdrescherführern (Juli 1953)

Rudolf „Rudi“ Jahn (* 4. November 1906 in Paunsdorf bei Leipzig; † 30. September 1990) war ein deutscher kommunistischer Widerstandskämpfer gegen den Nationalsozialismus. Er war Abgeordneter der Volkskammer der DDR und von 1949 bis 1952 Ministerpräsident des Landes Brandenburg.

## Leben
Rudolf Jahn wurde am 4. November 1906 als Sohn einer Metallarbeiterfamilie im heutigen Leipziger Stadtteil Paunsdorf geboren. Nach dem Besuch der Volksschule von 1913 bis 1921 absolvierte er bis 1925 eine Lehre zum Bau- und Möbeltischler. Gleich zu Beginn seiner Lehrzeit trat Jahn in die SAJ ein. 1922 wurde er Mitglied des Deutschen Holzarbeiterverbandes und 1923 Mitglied des KJVD. In den Jahren 1924 und 1925 bekleidete er zudem das Amt des Leiters der Jugendsektion des Deutschen Holzarbeiterverbandes. Jahn engagierte sich aktiv als junger Kommunist. Wegen Teilnahme am Kongress der Werktätigen 1924 in Eisenach und an den bewaffneten Kämpfen im Frühjahr 1924 um den Hallenser Blutsonntag wurden gegen ihn zwei Ermittlungsverfahren wegen Hochverrats eingeleitet. Nach seiner Ausbildung ging er bis 1928 auf Wanderschaft und machte dabei Station in Dänemark, Schweden, der Schweiz und Jugoslawien. Zurückgekehrt nach Sachsen wurde Jahn Mitglied der KPD, fungierte aber zunächst als Organisationsleiter des KJVD-Bezirks Westsachsen, bevor er auf Beschluss des ZK des KJVD von Januar bis August 1929 als Kursant an die Internationale Lenin-Schule nach Moskau delegiert wurde. Nach seiner Rückkehr nach Deutschland übernahm Jahn zunächst für die KPD Funktionen im Leipziger Raum, bevor er ab Juni 1931 als Sekretär für Agitation und Propaganda der KPD-Bezirksleitung Sachsen in Dresden und anschließend in Leipzig tätig war.
Am 24. Mai 1933 wurde Jahn in Leipzig verhaftet und verbrachte eine sogenannte „Schutzhaft“ bis zu seiner Entlassung am 9. November 1933 unter anderem im KZ Colditz im Untersuchungsgefängnis in Dresden. Schon am 24. Februar 1934 verhaftete man ihn erneut, um ihn am 13. April 1934 durch den 1. Strafsenat des OLG Dresden wegen „Vorbereitung zum Hochverrat“ zu 18 Monaten Zuchthaus zu verurteilen. Die Haftstrafe verbüßte Jahn im Zuchthaus Waldheim. Nach seiner Entlassung im September 1935 wurde Jahn unter Polizeiaufsicht gestellt und arbeitete zunächst als Bauarbeiter bei der Reichsautobahn, später als Parkettleger und Betriebstischler. Mit Kriegsbeginn am 1. September 1939 wurde Jahn erneut verhaftet und blieb bis zum Kriegsende im KZ Buchenwald inhaftiert.
Nach der Befreiung aus dem KZ kehrte Jahn nach Leipzig zurück und engagierte sich sofort wieder in der KPD. Er wurde zunächst Leitungsmitglied im KPD-Unterbezirk Leipzig, im Herbst 1945 Mitglied der KPD-Bezirksleitung Sachsen. Gleichzeitig gehörte Jahn zu den Mitbegründern der Volkssolidarität und wurde im September 1945 zum 1. Landessekretär dieser Massenorganisation für Sachsen gewählt. Dieses Amt hatte er bis zum Frühjahr 1946 inne. Danach wechselte Jahn bis August 1948 in den sächsischen Landesvorstand des FDGB und leitete dort das Sekretariat für Schulung und Bildung. Im August 1948 delegierte ihn der FDGB nach Brandenburg, um dort ab dem 15. August Franz Moericke als Vorsitzenden des FDGB-Landesvorstandes Brandenburg abzulösen. Im Dezember 1949 wurde Rudolf Jahn als Nachfolger des im Oktober 1949 entlassenen Karl Steinhoff vom brandenburgischen Landtag zum Ministerpräsidenten des Landes Brandenburg gewählt. Er blieb dies auch in der 2. Wahlperiode bis zur Auflösung der Länder im Sommer 1952. Gleichzeitig saß Jahn von Oktober 1949 bis 1954 als Abgeordneter der SED-Fraktion in der Volkskammer.
Nach der De-facto-Abschaffung des Amtes des brandenburgischen Ministerpräsidenten entsandte man Jahn in seine sächsische Heimat. Er wurde der erste Vorsitzende des neu geschaffenen Rates des Bezirkes Bezirk Dresden und blieb dies bis zum November 1958. Nach einer entsprechenden Vorbereitung ging Jahn im Februar 1959 in den diplomatischen Dienst der DDR. Er wurde Botschafter in der Volksrepublik Bulgarien. Im Januar 1963 kehrte er in die DDR zurück und leitete die 6. Europäische Abteilung im Außenministerium der DDR. 1968 ging Rudolf Jahn aus gesundheitlichen Gründen in den Ruhestand, engagierte sich aber weiterhin ehrenamtlich, unter anderem im Komitee der Antifaschistischen Widerstandskämpfer der DDR.
Jahn starb kurz vor dem Ende der DDR am 30. September 1990 und wurde auf dem Goethefriedhof in Potsdam-Babelsberg beigesetzt.

## Darstellung Jahns in der bildenden Kunst der DDR
Wilhelm Rudolph: Rudi Jahn (Tafelbild, Öl)

## Auszeichnungen
- 6. Mai 1955 Vaterländischer Verdienstorden in Silber und 1966 in Gold
- 1976 Karl-Marx-Orden
- 1986 Orden Stern der Völkerfreundschaft in Gold